# Niquemepa de Alalaque
Niquemepa foi um monarca amorita da primeira metade do século XV a.C.. Era filho de Idrimi e sucedeu seu pai como rei no Reino de Muquis. Por esta época, Alalaque era vassala dos hurritas do Reino de Mitani e há vasta evidência indicando a participação ativa dos monarcas mitanitas, sobretudo Saustatar, nos assuntos do reino.

## Contexto
Desde 1 525 a.C., os territórios ancestrais dos monarcas de Alalaque, o Reino de Iamade, foram anexados pelos hurritas com a incorporação da capital Halabe no Reino de Mitani. Alalaque havia sido perdida antes desta data, mas foi reconquistada em ca. 1 518 a.C. por Idrimi, filho do último rei de Iamade, Ilim-Ilima I, e tornar-se-ia capital do Reino de Muquis (Mukish), que desde ca. 1 511 a.C. era um reino vassalo dos hurritas de Parsatatar.[a]

## Vida

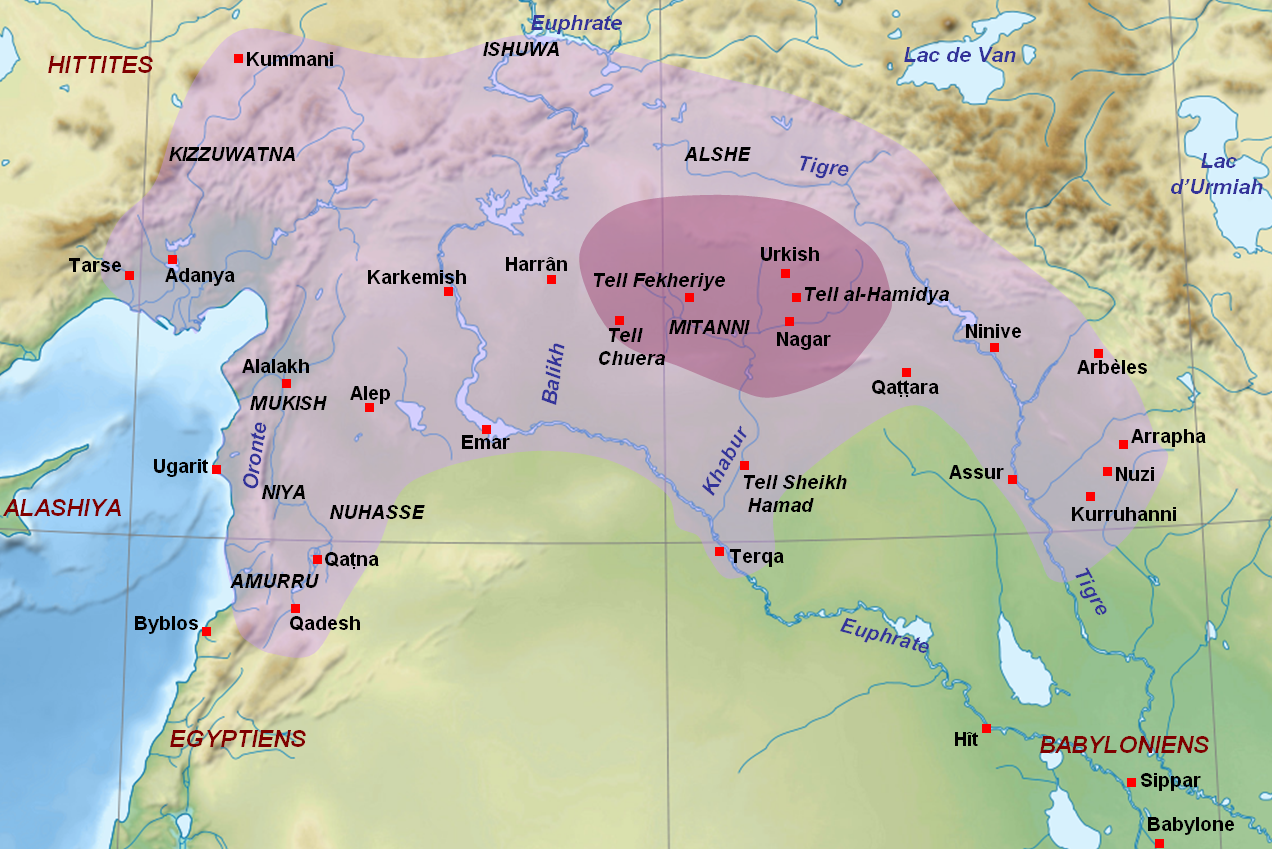
Reino de Mitani sob Parsatatar e Saustatar

Selo de Saustatar

Niquemepa era filho de Idrimi e irmão de Adadenirari. Segundo a inscrição de seu pai gravada sobre a estátua dele, quando Idrimi faleceu em ca. 1 480 a.C., ele foi sucedido no trono por Adadenirari como rei em Muquis, uma afirmação vista com receio pelos estudiosos, uma vez que este indivíduo não é mencionado na documentação restante encontrada em Alalaque. Além disso, Niquemepa reutilizou os selos de Idrimi e gravou seu nome sobre eles, prática que tinha como finalidade assegurar a continuidade da autoridade real e enfatizar a legitimidade da reivindicação do trono, o que levou Margaret S. Drower a propor que Adadenirari era seu irmão mais velho, mas que faleceu antes de seu pai, fazendo a sucessão recair sobre Niquemepa.
O sucessor de Parsatatar, Saustatar, manteve a suserania sob Alalaque e durante seu reinado teria se envolvido como árbitro em ações judicias como é verificável pela presença de seu selo sobre documentos legais provenientes da capital de Niquemepa: em um destes documentos, Saustatar arbitrou numa disputa fronteiriça entre Sunassura de Quizuatena e Niquemepa, enquanto em outro ele solicitou a intervenção de seu suserano para a resolução duma disputa envolvendo certo Iripazi (Iri-hazi) que alegada não ser cidadão de Alalaque, mas sim Hanigalbate (em Mitani), o que deixava-o fora da jurisdição de Niquemepa.
Apesar de estar sujeito a autoridade mitanita, Niquemepa pôde assinar tratados próprios, como aquele firmado com Iradade de Tunipe para extradição mútua de fugitivos de um reino para o outro; este tratado de paridade, firmado provavelmente ainda sob Parsatatar, estabelece termos inteiramente recíprocos entre as partes envolvidas. Além disso, Niquemepa concedeu privilégios a particulares como no caso de certo indivíduo chamado Cabia (Qabia) que foi alçado junto de sua família à posição de marianu (mariannu),[b] e recebeu o sacerdócio perpétuo de Enlil, ou trocar correspondências com outros reis.[c] Finalmente, Niquemepa foi responsável pela edificação dum novo palácio em Alalaque e que atualmente é utilizado pelos arqueólogos como ponto de referência para definir a Camada IV da estratigrafia do sítio da cidade.

## Galeria de fotos

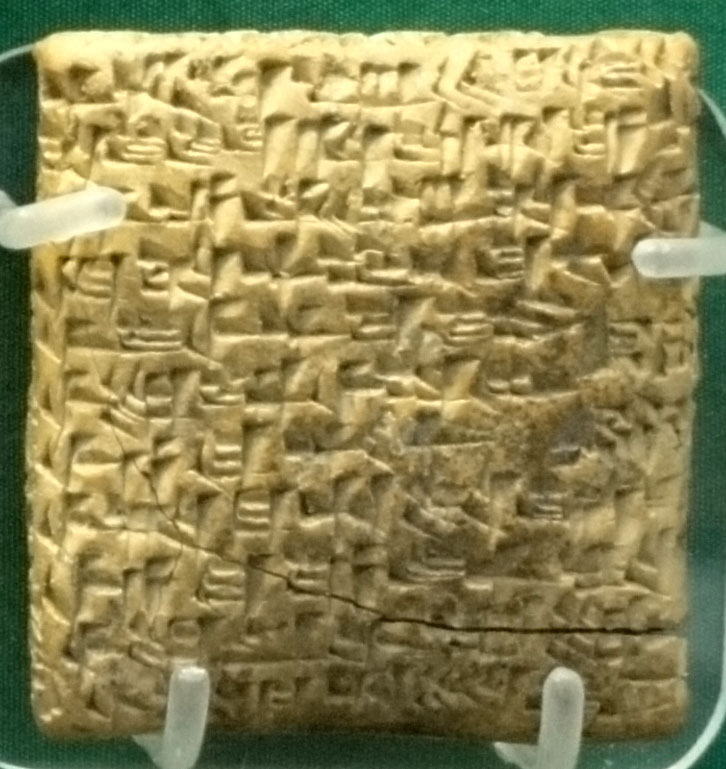
Tablete onde Niquemepa nomeia Cabia para a posição de marianu
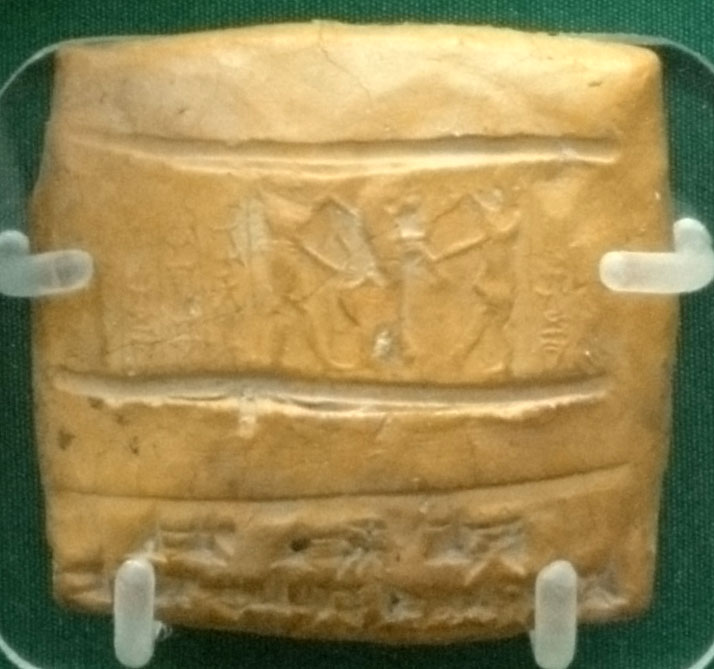
Tablete com o caso legal de Hanigalbate
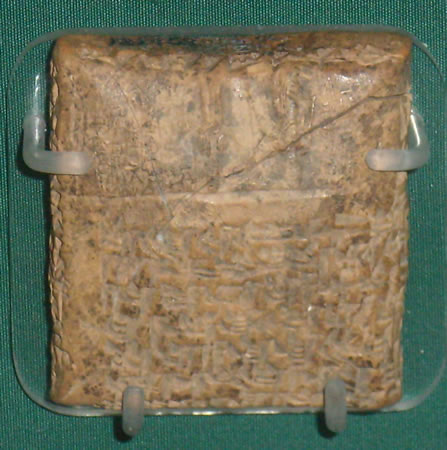
Tablete de Niquemepa com o selo de Abael II